# 夏侯荣
夏侯榮（207年—219年），字幼權，三國時期人物，曹魏名將夏侯淵第五子。

## 生平
從小夏侯榮就聰敏惠達，7歲時就能作出文章，朗誦書籍文章一日可達千言，凡過目即可記住內容。曹丕聽說後請他作客，宴請賓客百餘人，每人都上奏了自己的名刺，名刺上詳細地記述了每個人的家鄉和姓名。賓客們把這些名刺拿出來給夏侯榮看，他只看了一遍，就能夠與每個賓客對談而不弄錯任何一人；曹丕對此感到非常驚奇。
其父夏侯淵於定軍山之戰與蜀漢軍隊交戰時陣亡，夏侯榮當時才13歲，左右屬下士兵勸夏侯榮趕緊逃命，夏侯榮不願離開，對其屬下說：“父親已經捐軀了，我又怎麼能逃跑苟活於世！”，於是拔劍沖入陣中奮戰至死。

## 家庭
- 先祖
  - 夏侯嬰，西漢開國功臣，官至太仆。

- 父親 
  - 夏侯淵，字妙才，曹魏势力重要将领，官至征西将军。

- 兄弟
  - 夏侯衡，字伯權，夏侯渊長子，娶曹操弟海阳哀侯之女，承襲夏侯淵爵位，后轉封安寧亭侯。
  - 夏侯霸，字仲權，夏侯渊次子，高平陵之變後，投奔蜀漢，官至車騎將軍。
  - 夏侯稱，字叔權，夏侯渊三子，少有才名，年十八歲卒。
  - 夏侯威，字季權，夏侯渊四子，歷任荊、兗二州刺史。
  - 夏侯惠，字稚權，夏侯渊六子，歷任散騎黃門侍郎、燕相 、樂安太守。
  - 夏侯和，字義權，夏侯渊七子，歷任河南尹、太常。